# Kilian Albrecht
Kilian Albrecht (Au, Vorarlberg, 13. travnja 1973.) je bugarski skijaš koji je nastupao i pod zastavom Austrije. 
Nije ostvario niti jednu pobjedu u Svjetskom kupu, a najbolji su mu rezultati dva druga mjesta u slalomu: u Sestriereu 2001. i Kitzbühelu 2002. godine.
Od 1995. do 2007. godine, 18 puta je bio plasiran među prvom desetoricom. Na Zimskim olimpijskim igrama 2002. osvojio je četvrto mjesto zaostavši za brončanim, Benjaminom Raichom, za samo 4 stotinke. U sezoni 2005/2006. nije imao zapaženijih rezultata (samo dva puta osvajao bodove), pa je ispao iz austrijske reprezentacije. Kako nije htio okončati svoju karijeru, Kilian je u prosincu 2006. godine uzeo bugarsko državljanstvo i od tada nastupa za njihovu reprezentaciju. Najveći uspjeh za bugarsko skijanje ostvario je na Svjetskom prvenstvu u Äreu 2007. kada je osvojio 13. mjesto.

## Uspjesi
- 1992. - Brončana medalja na juniorskom SP
- 1999. - Zlatna medalja na Univerzijadi u Slovačkoj
- 2001. - Sudjelovanje na SP u St. Antonu
- 2001. - Drugo mjesto u slalomu u Sestriereu
- 2002. - Četvrto mjesto na ZOI 2002. u slalomu
- 2002. - Jedanaesto mjesto na ZOI 2002. u kombinaciji
- 2002. - Drugo mjesto u slalomu u Kitzbühelu
- Pet pobjeda u Europskom kupu
- 18 plasmana među prvih 10 u Svjetskom kupu

## Vanjske poveznice
- Službena stranica  Arhivirana inačica izvorne stranice od 1. veljače 2007. (Wayback Machine)